# Maisoncelles-du-Maine
Maisoncelles-du-Maine è un comune francese di 513 abitanti situato nel dipartimento della Mayenne nella regione dei Paesi della Loira.
È bagnato dal fiume Ouette.

## Società

### Evoluzione demografica
Abitanti censiti